# Antônio Vieira (cantor)
Antônio Vieira (São Luís, 9 de maio de 1920 — 7 de abril de 2009) foi um cantor e compositor brasileiro.

## Biografia
Criado por um parente próximo da família Antônio Veira na sua infância teve a oportunidade de estudar e concluir seus estudos, coisa rara para um menino negro naquela época. Na sua vida, já foi comerciante, sargento do Exército, entre outras. 
Começou a compor aos 16 anos. Mulata Bonita foi o nome da sua primeira canção. Porém, o mestre Antônio Vieira passou a se dedicar mais a música conforme ia se aposentando de suas profissões, atualmente Vieira compôs mais de 400 canções. Tanto é que o seu primeiro disco gravado só foi apresentado em 1986. No entanto, em 1997 a cantora maranhense Rita Benneditto, até então desconhecida, decide gravar duas músicas do Mestre 'Tem quem queira' e 'Cocada' esta ultima foi indicada ao Prêmio Sharp 98 de Melhor Canção. Com este trabalho, Rita Ribeiro alcança projeção nacional.
Antônio Vieira faleceu a 7 de abril de 2009 por falência múltipla de órgãos provocada por um AVC.

## Discografia
Compositor Popular Antônio Vieira
Produtor: Ubiratan Sousa
Formatos: CD (2000)
Lançamento: 2000
Faixas
1. Papagaio de papel
2. Moleque de Judas
3. O Pegador
4. Barquinho de papel
5. A Peteca
6. Brinquedo de criança
7. A Doceira
8. O Amolador
9. O Garrafeiro
10. O Vassoureiro
11. O Sorveteiro
12. Banho Cheiroso
13. Caruru com bola
14. O Verdureiro
15. O Carvoeiro

## Ligação externa
- "Morre o cantor e compositor maranhense Antônio Vieira " - Jornal O Imparcial[ligação inativa]